# Canyó submarí

Els diferents elements morfològics principals d'un canyó submarí.

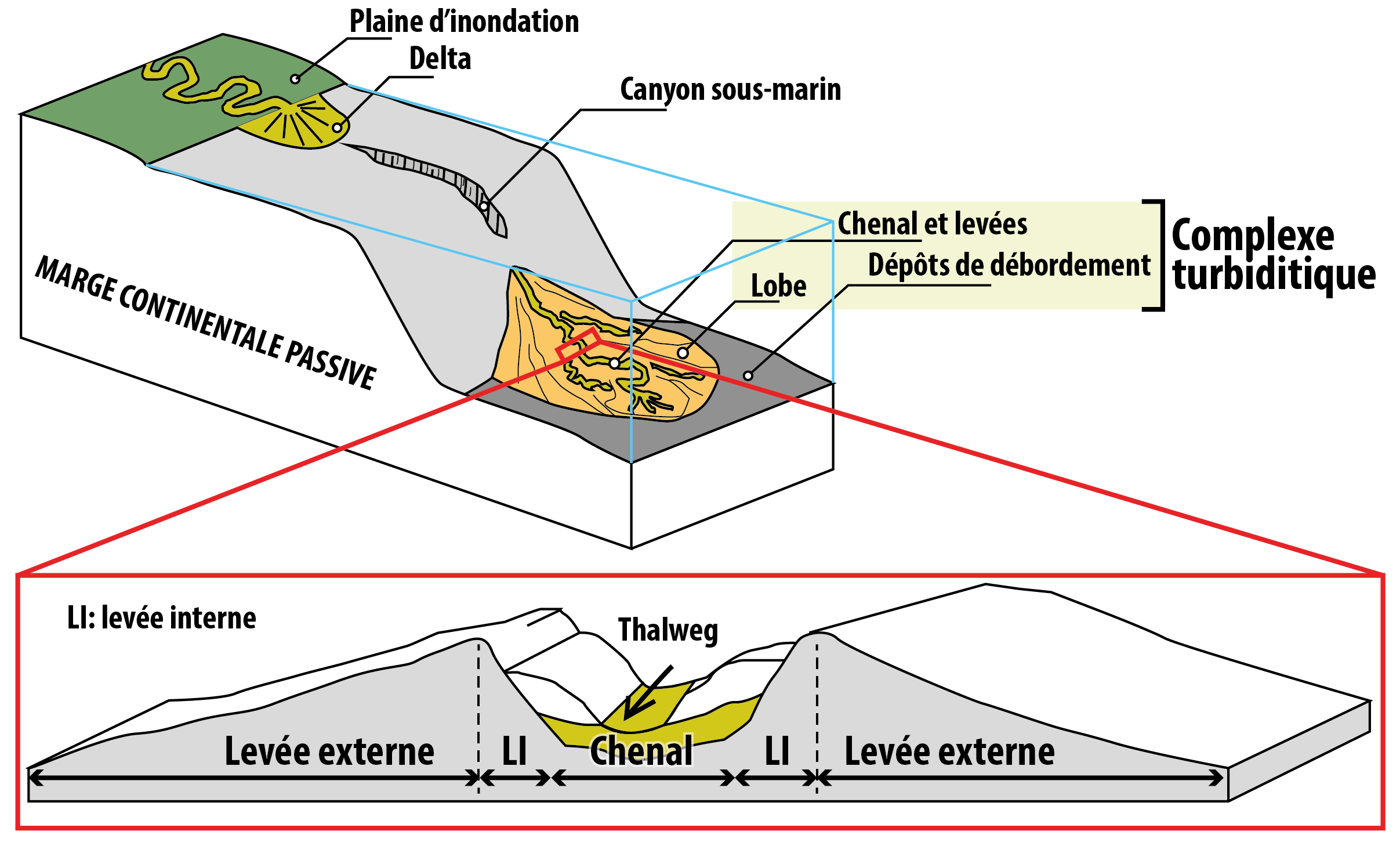
Desembocadura d'un canyó submarí, on s'aprecia el complex turbidític.

Un canyó submarí és una vall escarpada excavada al fons marí del talús continental, de vegades estenent-se ben endins en la plataforma continental, amb parets gairebé verticals i, de vegades, amb parets de fins a 5 km d'altura, des del sòl del canyó fins a la vora d'aquest, com amb el Gran canyó de les Bahames. Igual que els canyons sobre el nivell del mar serveixen de canals per al flux d'aigua a través de la terra, els submarins serveixen de canals per al flux de corrents de turbiditat a tota la vora del mar. Els corrents de turbiditat són fluxos d'aigües denses i carregades de sediments, que són subministrats pels rius o generats al fons marí per tempestes, esllavissades submarines, terratrèmols i altres disturbis del sòl. Els corrents de turbiditat viatgen baixant a gran velocitat (fins a 70 km/h), erosionant el vessant continental i finalment dipositant sediments a la plana abissal, on s'assenten les partícules.
Es creu que la formació de canyons submarins es produeix com a resultat d'almenys dos processos principals: l'erosió causada pel corrent de turbiditat, i la caiguda i desaprofitament de massa del talús continental. Si bé a primera vista, els patrons d'erosió dels canyons submarins pot semblar que imiten els dels canyons fluvials a la terra, s'han trobat diversos processos marcadament diferents a la interfície sòl/aigua.
Hi ha nombrosos canyons a profunditats superiors a 2 km per sota del nivell del mar. Alguns poden estendre's cap a mar a través de les plataformes continentals durant centenars de quilòmetres abans d'arribar a la plana abissal. S'han trobat exemples antics en roques del Neoproterozoic. Les turbidites es dipositen a les desembocadures o extrems dels canyons, construint un ventall submarí.

## Morfologia i formació

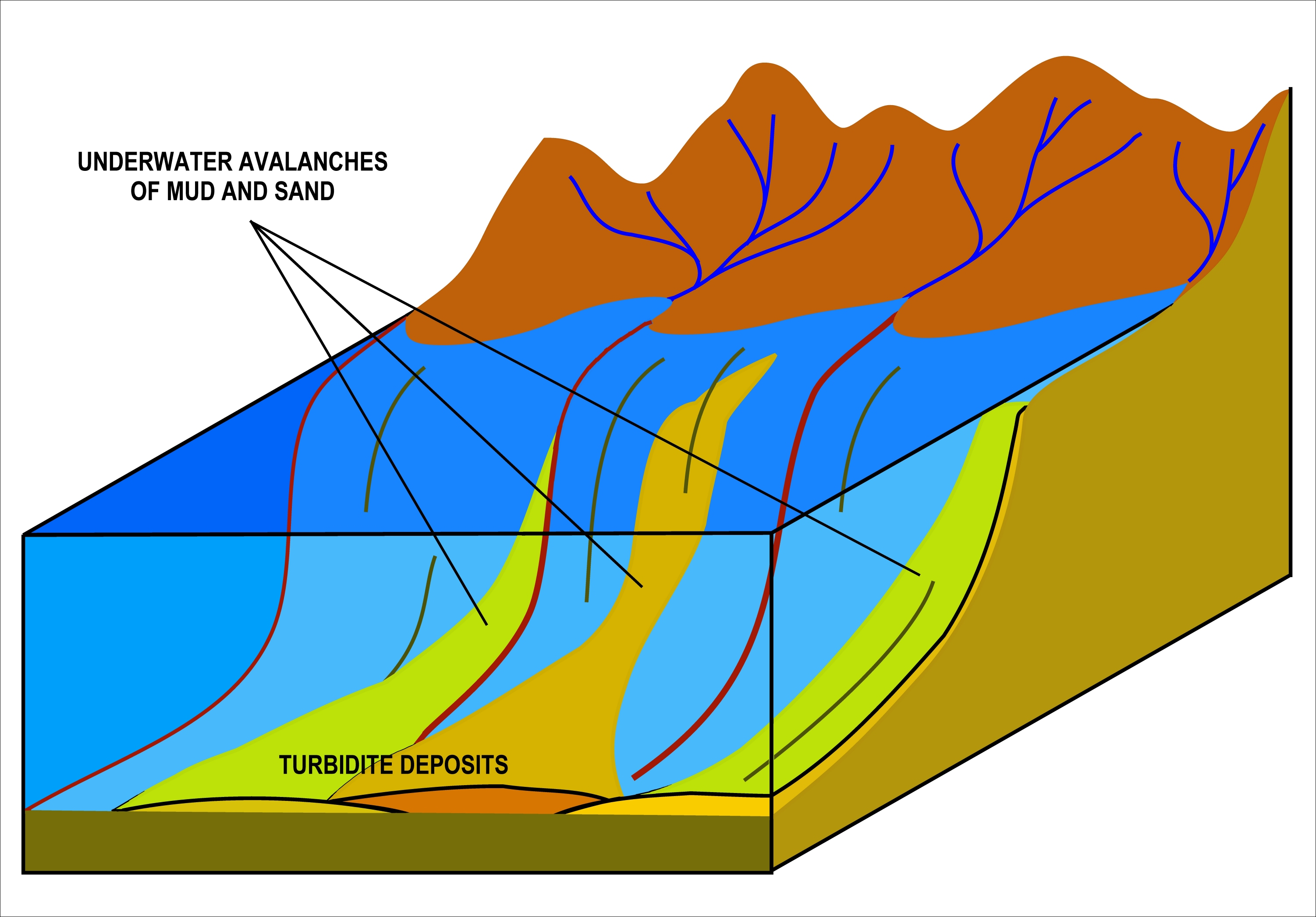
Formació de turbidita.

Els canyons submarins es troben a una profunditat que sol oscil·lar entre els 200 i els 3.000 metres, tot i que de vegades poden sobresortir a la superfície. Conformen una àrea molt rica en biodiversitat, ja que les seves parets rocoses són l'aixopluc d'una immensa varietat d'organismes, alguns dels quals, com coralls, esponges i gorgònies, són molt fràgils.
Al voltant del 3% dels canyons submarins inclouen valls que tallen transversalment la plataforma continental, i els extrems superiors de les quals comencen alineades amb (i de vegades, fins i tot, s'hi endinsen) la desembocadura d'un gran riu, com el cas del Congo i del Hudson. Al voltant del 28,5% retallen la riba de la plataforma continental, mentre que la majoria (al voltant del 68,5%) no aconsegueixen tallar a través i de forma significativa la seva plataforma continental, i tenen els seus extrems superiors o "caps" al talús continental, per sota de la vora de la plataforma continental, com en el cas dels canyons de l'oest de Los Angeles. Els canyons submarins que tinguin una correspondència palesa amb una vall fluvial (com els sistemes del Llobregat i de l'Ebre) no estan tan ben desenvolupats ni són tan importants a nivell batimorfològic com els que estan relacionats amb accidents geològics de primer ordre.
Des de principis de la dècada del 1930, l'origen dels canyons submarins ha estat objecte de debat entre els investigadors, i s'han proposat diferents mecanismes per a la seva formació. Malgrat haver-se proposat diverses idees, la teoria prevalent és la que considera l'erosió subaèrea com l'origen de gran part dels canyons submarins. Aquesta erosió hauria començat, segons es creu, a causa de la davallada del nivell del mar durant les glaciacions del Plistocè. Tanmateix, l'erosió subaèrea per si sola no es creu que pogués haver excavat canyons profunds que s'estenen fins al fons marí. Els indicis assenyalen, en canvi, que els principals agents responsables de la formació de canyons submarins són els processos marins, especialment l'erosió i el transport de sediments per corrents de turbiditat activats per la caiguda de materials rocosos no consolidats a prop dels caps dels canyons.

## Característiques
Els canyons submarins són més comuns en els pendents escarpats que es troben en els marges actius en comparació als que hi ha als vessants més suaus que es troben en els marges passius. Mostren erosió a través de tots els substrats, des de sediments no litificats fins a roques cristal·lines. Els canyons són més pronunciats, curts, dendrítics i espaciats en els actius que en els passius. Les parets són generalment molt escarpades i poden ser gairebé verticals, i estan subjectes a una erosió per bioerosió o per caigudes. S'estima que a la Terra hi ha 9.477 canyons submarins, que cobreixen aproximadament l'11% del talús continental.
Són únics a l'hora de proporcionar un entorn protegit per concentrar l'energia mareomotora des d'estuaris marins poc profunds fins a canyons marins profunds, i també són propensos a generar moviments de masses, com allaus o fluxos de restes, a causa dels desprendiments en canyons de parets escarpades.

## Exemples de canyons
Alguns exemples destacats de canyons són els del Congo, considerat un dels més llargs del món, el Gran canyó de les Bahames, considerat el més profund, el d'Avilés, que també arriba a gran profunditat, o el del Hudson, entre d'altres.

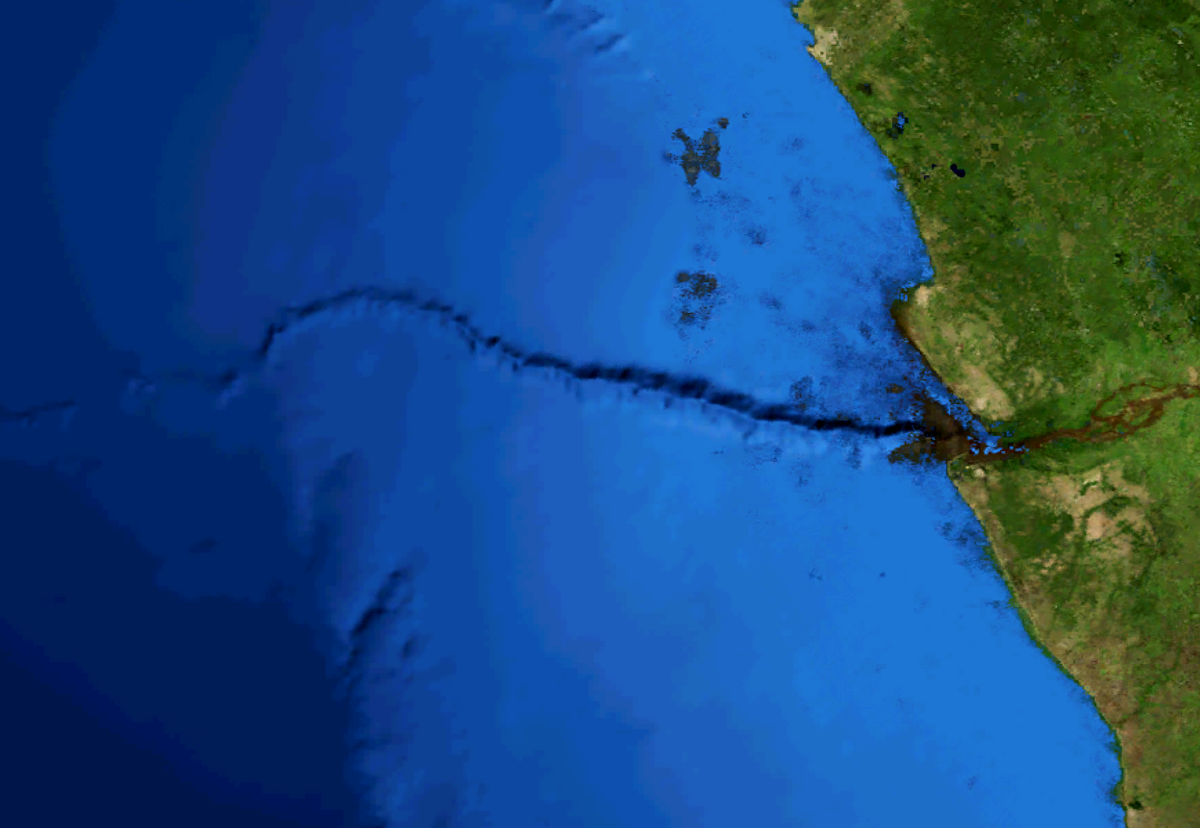
Canyó del Congo, estenent-se a partir del riu Congo.
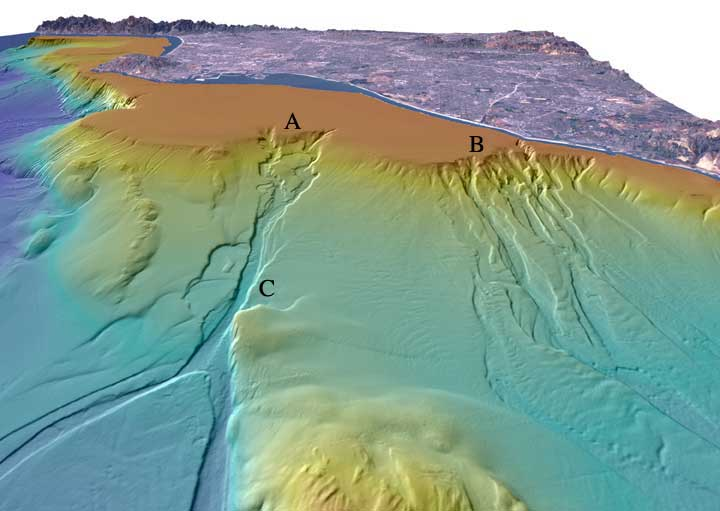
Canyons de San Gabriel i Newport, davant de Los Angeles.
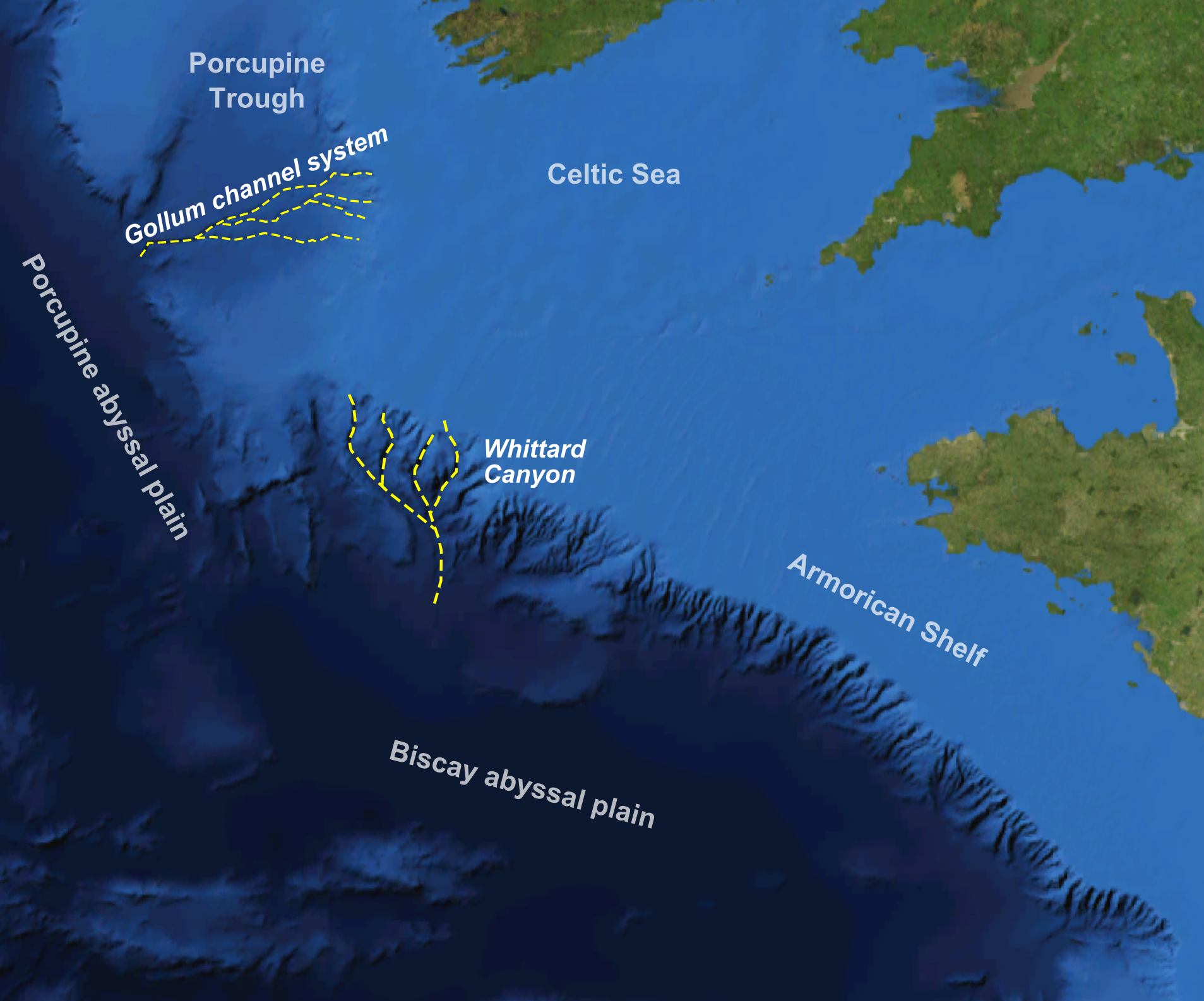
Canyó de Whittard, entre les planes abissals de Biscaia i de Porcupine.
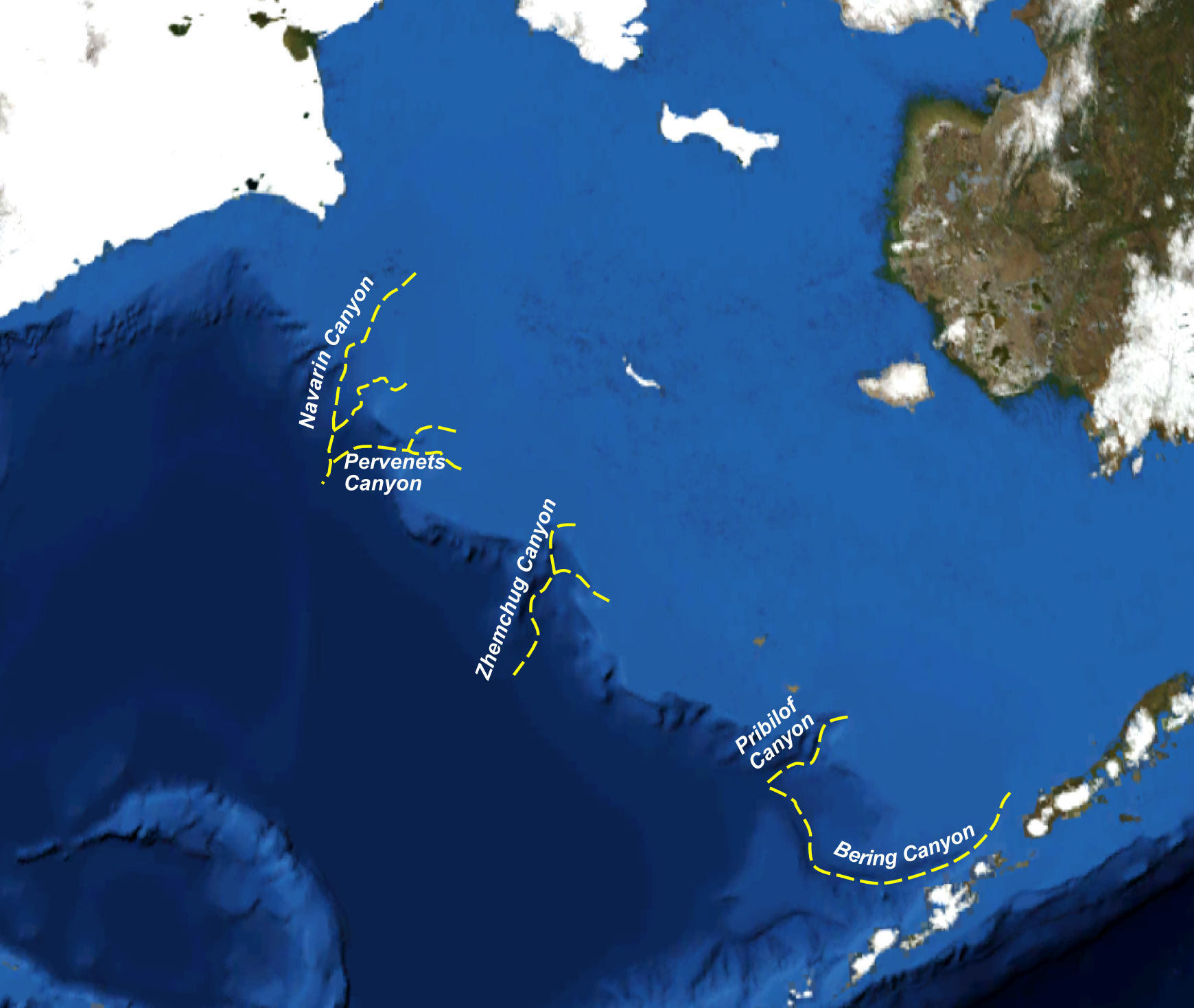
Canyons al mar de Bering.
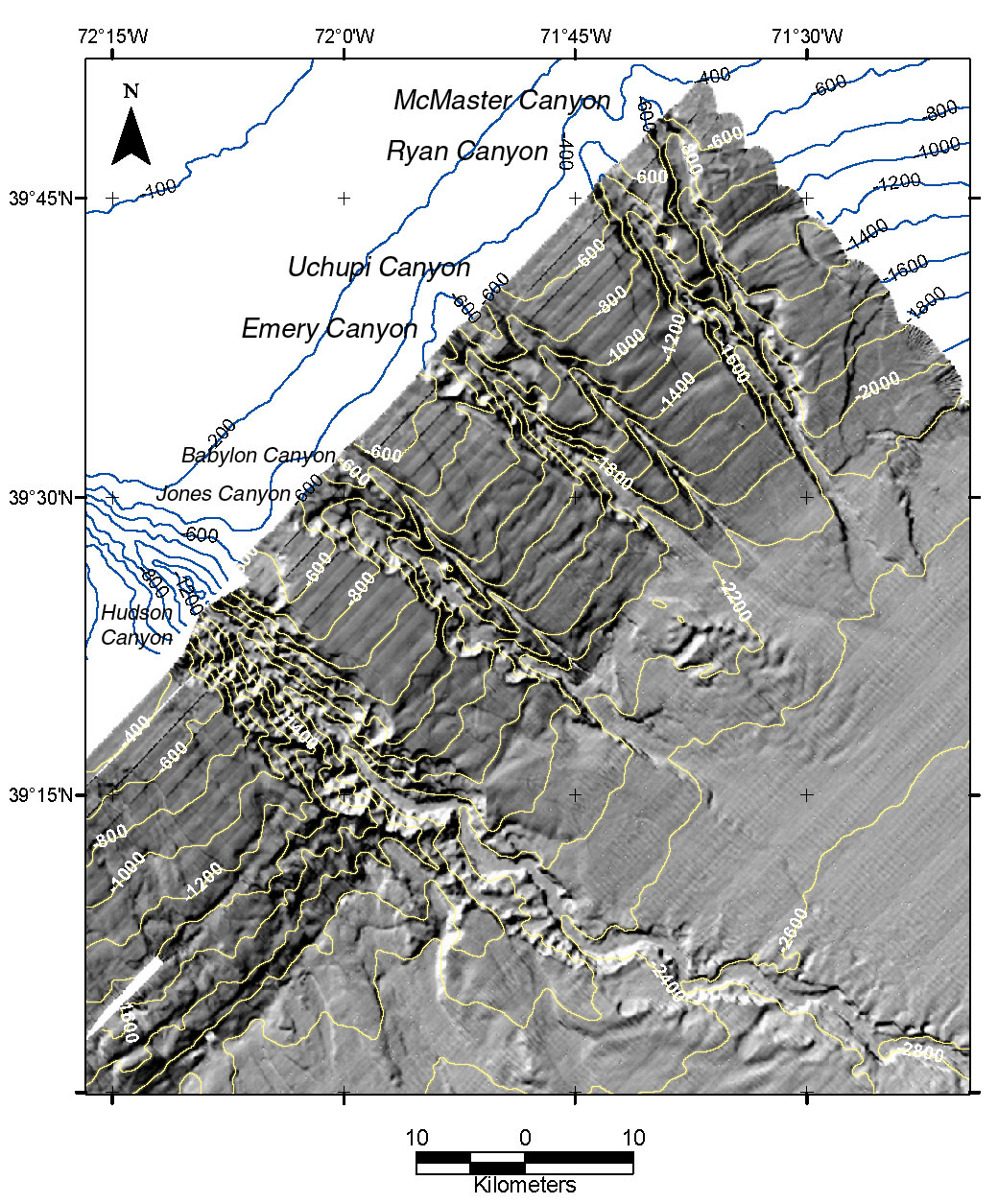
Canyons davant la costa de Nova York.
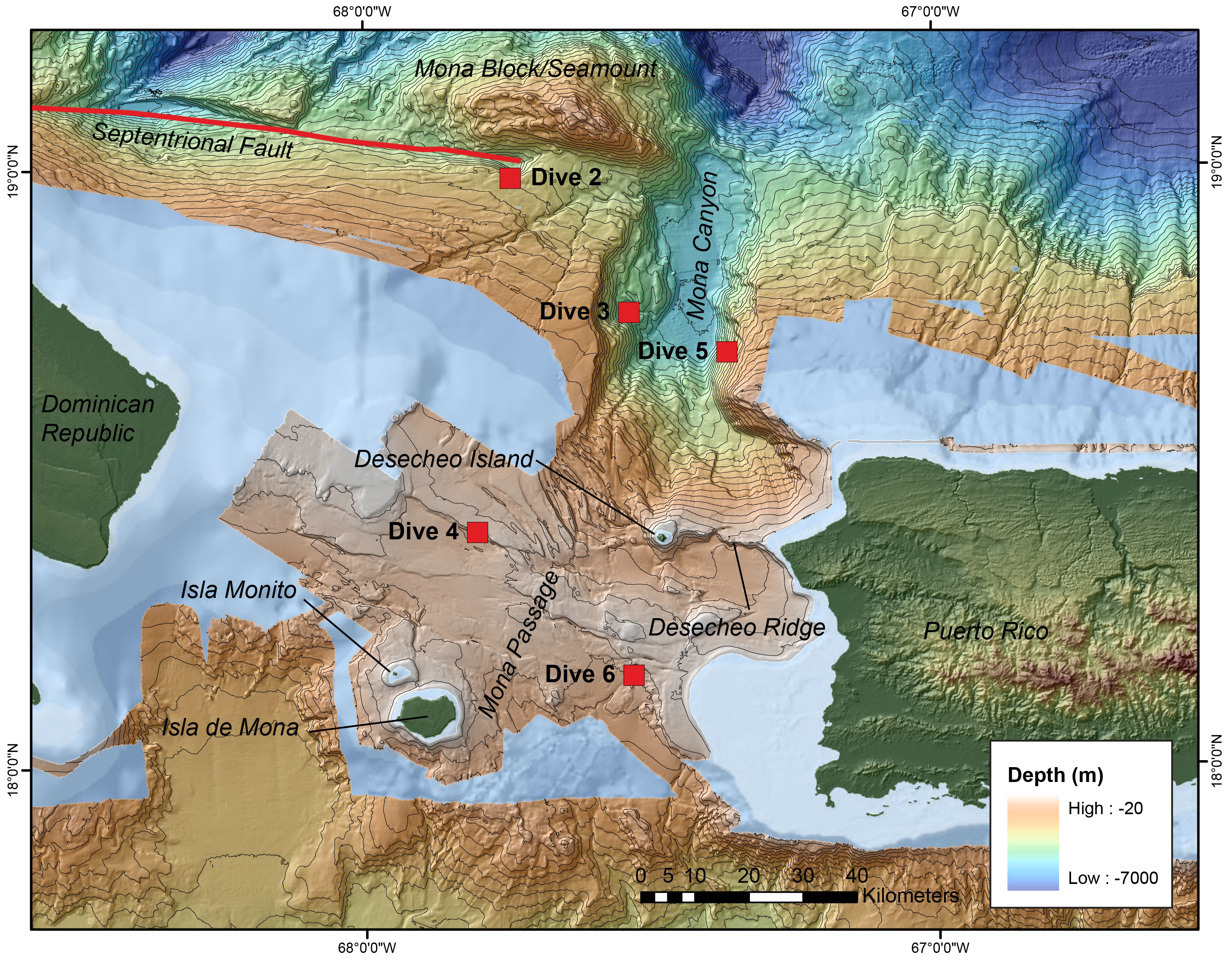
Canyó de Mona, connectat amb el canal de la Mona.
- Canyons de la badia de Monterrey (Califòrnia).
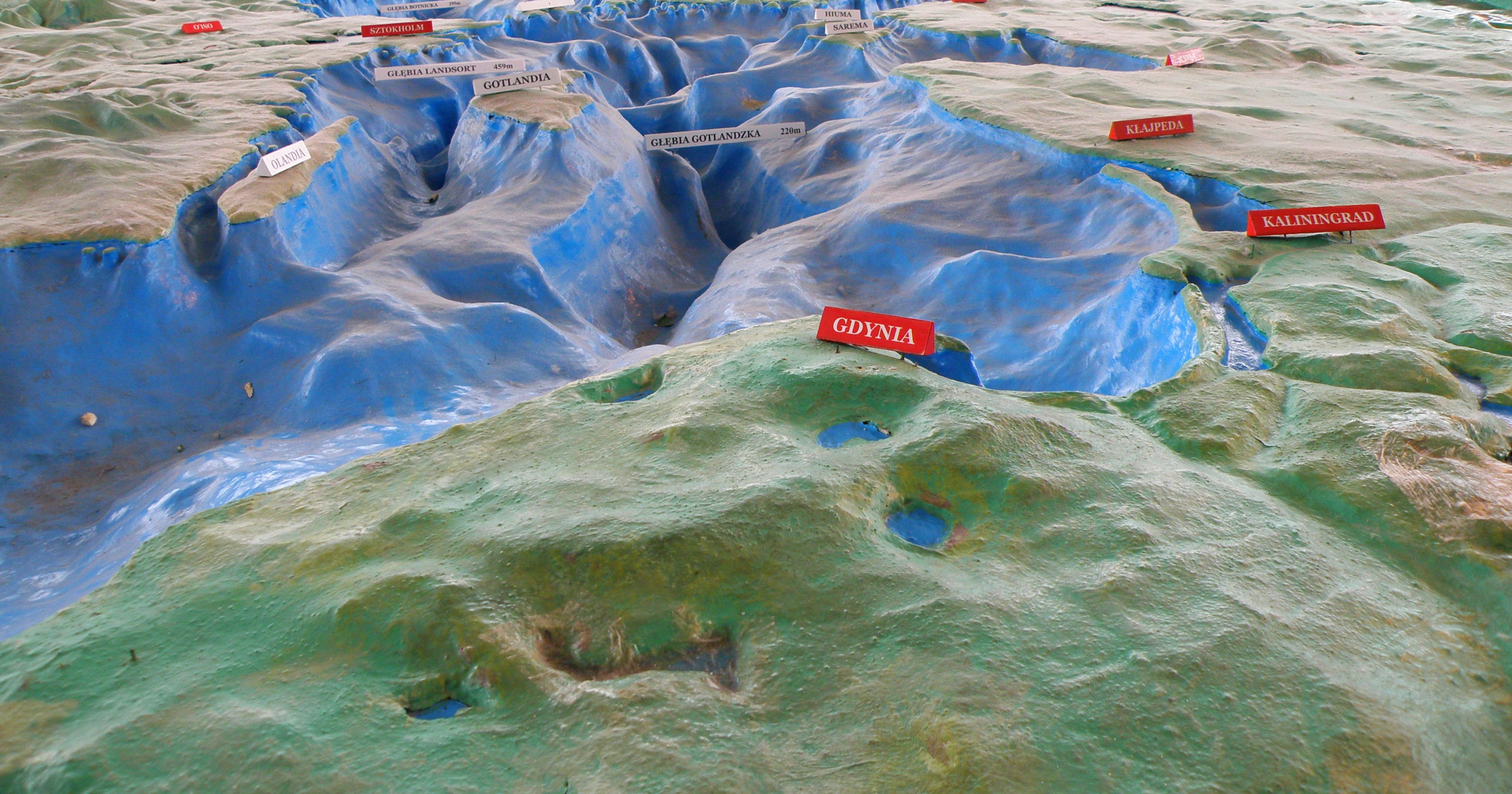
Canyons al golf de Gdańsk, a la mar Bàltica, davant Gdynia.
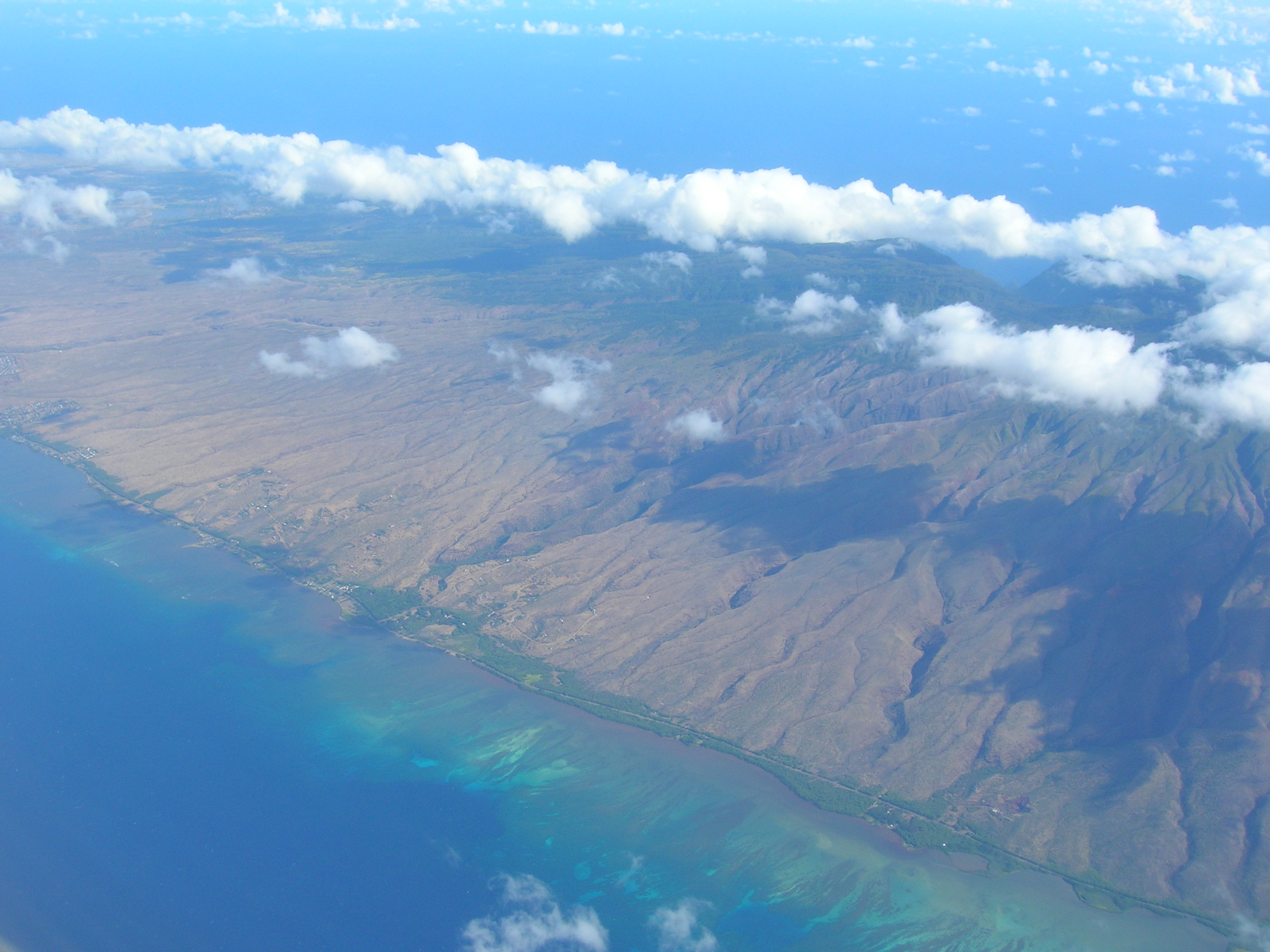
Canyons hawaians, davant de Molokai.

## Canyons submarins als Països Catalans

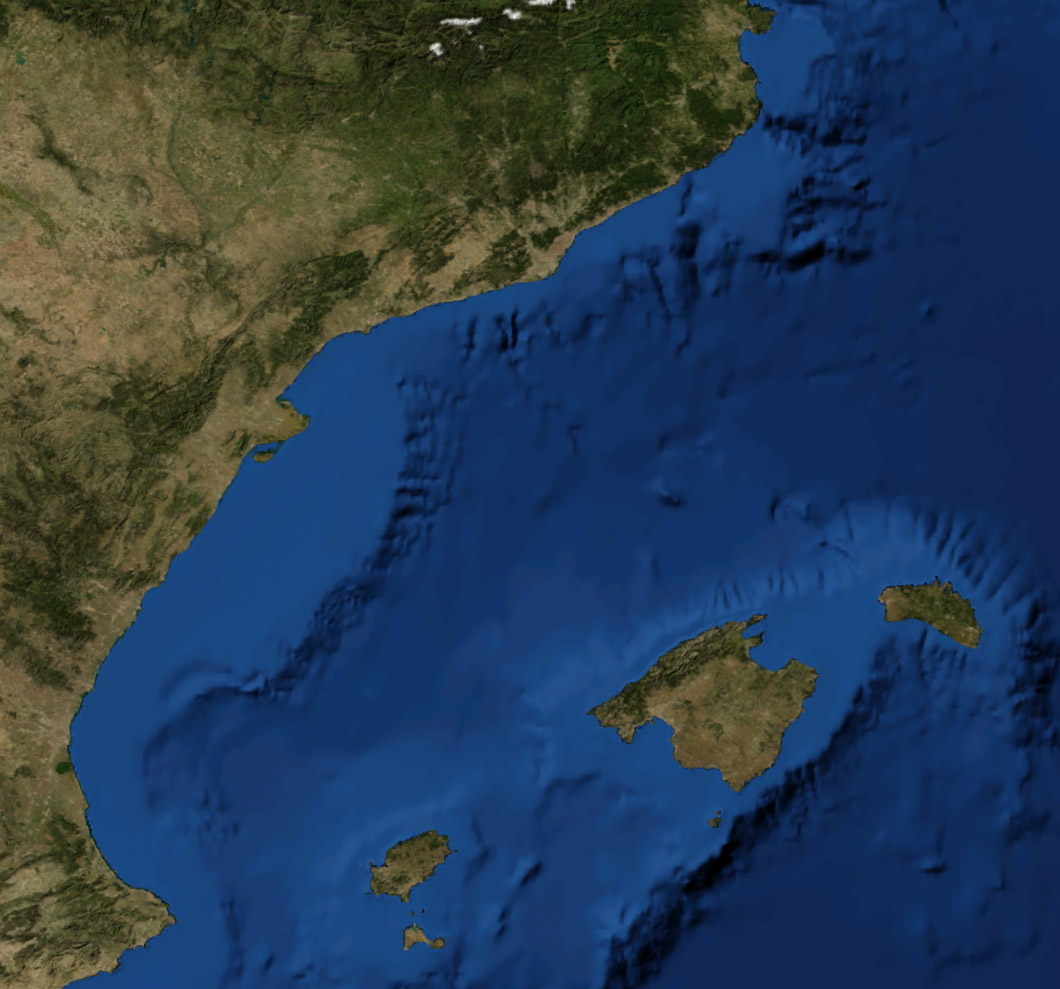
Imatge per satèl·lit del mar Catalano-balear, on se n'aprecia el relleu del fons.

Alguns canyons submarins de la mar Catalano-balear s'endinsen tallant la plataforma continental molt a ran de la línia de costa, i relacionats amb importants accidents geològics, com a els de Blanes, Palamós (també conegut com canyó de la Fonera) i el cap de Creus. D'altres, en canvi, tenen la capçalera més allunyada del litoral, com els canyons de la plataforma de l'Ebre i Castelló (petits i poc jerarquitzats) o el sistema de canyons del golf del Lleó (molt ben desenvolupats). Al llarg dels eixos dels canyons i de les carenes dels interfluvis hi trobem les menors inclinacions en el talús (sovint inferiors a 2°), mentre que és en els dels vessants on els pendents solen ser més grans, amb inclinacions superiors a 15°. Tant el canyó de Blanes com el de la Fonera són estructurals, i segueixen una línia de fractura, i entre ells hi ha sediments atribuïts al Miocè. Tot i això, aquests canyons corresponenen al Pliocè inferior, mentre que la resta de canyons són del Pliocè superior o del Quaternari antic. En canvi, en el talús golflleonès hi trobem canyons d'edats variables.
L'any 2004 l'Institut Cartogràfic de Catalunya va editar el primer mapa del relleu submarí de Catalunya a escala 1:250.000, que cobria una àrea superior a 46.000 km². Aquest va revelar que els canyons i canals submarins no es troben gaire encaixats en el límit de la plataforma continental, i que avancen perpendicularment a la línia de costa, endinsant-se cap al fons en trajectòries rectilínies. També s'observa que tots els canyons de Catalunya van a parar al canal de València, ubicat al peu del talús continental, paral·lel a la costa, i de forma sinuosa. Aquest és el rec principal que acumula tots els sediments transportats pels canyons submarins.

### Catalunya
A la Catalunya oriental els pescadors coneixen aquest accident amb el nom de rec, com el de Blanes (Selva), el de Llafranc (Baix Empordà) o el del Cap de Creus (Alt Empordà).
La Planassa és una àrea que s'estén davant la badia de Roses, emmarcada entre els canyons de Blanes i de la Fonera. Té una amplària considerable i és extraordinàriament plana, amb pendents de menys d'1°, i en el seu límit d'aigües endins està entallada per un gran nombre de canyons submarins.
El canyó de la Fonera (Baix Empordà) és un congost subaqüàtic que forma una vall davant les costes de la localitat empordanesa, i que avança mar endins al llarg de 50 km i 2 km de profunditat. El seu relleu és molt abrupte, i les profunditats més grans són gairebé a tocar de la línia de la costa; el seu vessant nord, en canvi, que és on es practica la pesca d'arrossegament de manera habitual, té un relleu més suavitzat en comparació amb el vessant sud. El maig de 2016, un equip de científics va descobrir-hi unes colònies de coralls d'aigua freda molt riques, a una profunditat d'entre 130 i 370 m i en una extensió estimada de quatre hectàrees. Es tracta d'un ecosistema marí molt vulnerable a l'activitat humana, especialment a causa de la pesca d'arrossegament, molt habitual en la zona. L'apreciada gamba vermella de Palamós, que es refugia al canyó, és pescada amb aquesta tècnica, que "llaura" el fons marí; per aquest motiu les comunitats de corall trobades estaven agrupades en "oasis". Dos mesos més tard, el juliol de 2016, l'entitat ecologista WWF va reclamar que l'Estat extengués la protecció marina a aquesta àrea, tan rica en biodiversitat. En aquells moments, el Govern català només aspirava a protegir els canyons del golf del Lleó, com el del cap de Creus. D'aquest, només una petita part estava integrat al Parc Natural del Cap de Creus, que era la part protegida pel Departament de Territori de la Generalitat.
L'octubre de 2016 es va elaborar un informe, publicat l'any següent, que posava de manifest que el canyó de Blanes era un punt calent de diversitat de petits organismes nedadors prop del fons. L'estudi havia tingut lloc entre novembre de 2008 i octubre de 2009, i havia pres mostres quinzenalment en el canyó i en la part "oberta" del talús. Les trampes, col·locades entre 300 i 1.800 m de profunditat, van capturar 2.155 exemplars pertanyents a 70 tàxons, dels quals més del 90% eren Crustacea (principalment Copepoda) i Annelida Polychaeta. De la totalitat de tàxons identificats, 33 eren només presents a les trampes del canyó.
El canyó del Foix es troba al marge continental català central, al sud de Barcelona. Es tracta d'un sistema de canyons de 97 km de longitud, que consta de dues branques molt sinuoses (la nord i la sud) i de dos afluents (el de Cunit i el de Valldepins). Aquesta vall submarina dissecciona el marge ibèric nord-oriental passiu des de la plataforma continental catalana fins al canal de València. Al canyó del Foix és on Josep Maria Gili, investigador a l'Institut de Ciències del Mar (ICM), va descobrir-hi la Barcino foixensis, una espècie de medusa considerada com a autèntic relicte de quan el Mediterrani formava part de l'oceà de Tetis, que 200 milions d'anys enrere inundava bona part de Catalunya. Aquestes meduses viuen als canyons submarins de la Mediterrània, especialment al de Foix.
A principis de l'any 2020 es va saber que un grup de científics havia trobat una de les colònies més grans de corall d'aigua freda del Mediterrani, a uns 15 quilòmetres davant la costa de Blanes i uns 600 metres de profunditat. Es tractava principalment de Madrepora oculata i Lophelia pertusa, tot i que també van trobar grups densos de Desmophyllum dianthus, de corall negre Parantipathes larix i de l'ostra Neopycnodonte zibrowii. Arran d'aquest descobriment, el grup de científics (format per l'ICM i altres centres) iniciava una campanya per tal d'estudiar-ne les característiques i com protegir-les. Amb l'anàlisi d'aquests organismes es pretenien trobar propostes per tal de fer possible la protecció de les colònies de corall existents als canyons submarins de Blanes per part de les barques d'arrossegament. Aquesta colònia s'havia preservat de manera natural, ja que els pescadors l'evitaven perque sabien que s'hi enganxaven les seves xarxes. A banda d

### Balears
Hi destaca el canyó de Menorca, que té una capçalera molt ramificada i desguassa formant el ventall submarí de Menorca. Com a la resta de sectors la canalització és feble, no hi ha canyons ben desenvolupats.
El canyó de Menorca inicia la seva incisió a la vora externa de la plataforma balear i, a partir d'aquesta, conflueixen diversos congostos en un de sol en arribar al glacis, i que arriba quasi fins al fons abissal. Per ell passen corrents de turbiditat de manera intermitent. Aquests són més densos que l'aigua de mar i arrosseguen tota mena de sediments, i la seva força contribueix a l'excavació dels canyons. A les proximitats del canyó de Menorca també hi ha amb relativa abundància banyons volcànics que sobresurten del fons, amb activitat volcànica recent.
L'octubre de 2010 el submarí d'un equip científic va trobar bancs de corall negre a la capçalera del canyó de Son Bou (Menorca), al canal de Menorca, a uns 100 metres de fondària. Era la primera vegada que es trobava aquest tipus de corall (d'altra banda, molt extingit degut a l'activitat humana de les darreres dècades) en aquella zona del Mediterrani nord-occidental. També s'hi van observar colònies de gorgònia Callogorgia, de corall d'aigües fredes Dendrophyllia cornigera i d'esponges.